# Cesare Vivante
Cesare Vivante (Velence, 1855. január 6. – Siena, 1944. május 5.) olasz ügyvéd, kora kereskedelmi jogának egyik legnagyobb formátumú tudósa, szakíró. 1883-tól a parmai, 1887-től a bolognai, majd 1898-tól 1930-ig a római egyetem professzora volt.

## Életútja
Zsidó kereskedőcsaládban született. A Padovai Egyetemen szerzett jogi diplomát. 1903-ban megalapította a Rivista del diritto commerciale e del diritto generale delle obbligazioni című szakfolyóiratot.
Unokája, Arturo Vivante orvos-író alkotta meg róla ezt a portrét Adria című elbeszélésében: „energikus kis ember kecskeszakállal, aki arról volt híres, hogy soha nem vesztett el egyetlen pert sem. A házban található dolgozószobájának falait jogi szakkönyvek borították, amelyek közül sokat ő maga írt, és azoknak a folyóiratoknak a bekötött számai, amelyenek főszerkesztője volt. A kereskedelmi jogszaktekintélye volt, ezt tanította az egyetemen… Huszonöt évesen rendes egyetemi tanár, megírt pár törvényt és házat épített Rómában. Önfejű, magabiztos, türelmetlen, hiú, nagyképű, de briliáns, gondolatai pengeélesek, és ugyanakkor vidám, gáláns és nagylelkű, rendkívül kifinomult és művelt.” (Adria, The New Yorker, 1969. március 8.). Az elbeszélés témája egyébként, hogy a professzor feleségének (aki a híres nyelvész, Graziadio Isaia Ascoli lánya volt) a halála után milyen nagy hatalomra tesz szert a háztartásban Adria, a házvezetőnő. A nagy római házban élt a professzor lánya is a férjével, aki a professzor egyik tanársegédje. A lány attól tart, hogy Adria meggyőzi a professzort, hogy vegye el őt feleségül, ezért éberen figyelik, hogy mennyi időt töltenek együtt. Egyszer Vivante lánya rájuk nyit, és a professzort a házvezetőnő karjaiban találja. A családi botrány hatására a professzor elküldi Adriát.
Négykötetes Trattato di diritto commerciale című kézikönyve máig alapmű. Vivante a magánjog monista felfogásának egyik úttörője. Idősebb korára azonban úgy tűnik, álláspontját felülvizsgálta. Talán a fasiszta diktatúra tapasztalatai is azt a véleményét erősíthették meg, hogy az önálló kereskedelmi törvénykönyv a diktatúrával szemben a polgári társadalom létének egyik biztosítéka, ezért a kereskedelmi törvénykönyv reformja a megoldás. Az olasz magánjogban végül 1942-ben áttértek a monista felfogású polgári jogra (az új, máig hatályos Codice civile révén).
Az idős Cesare Vivante a Siena melletti birtokra vonult vissza. A birtokot Leonénak, filozófus fiának vásárolta, hogy az tudjon ott nyugodt körülmények között alkotni — és amennyiben alkot, akkor talán majd önfenntartóvá is válik. Zsidó származása miatt Leone Vivante (1887–1972) végül az emigráció útját választotta. A második világháború során a birtokát is elfoglalták a németek. A sors fintora, hogy a megbetegedett professzort német orvos kezelte, és amikor meghalt, a koporsóját német katonák kísérték a temetőbe.